# TGV Duplex

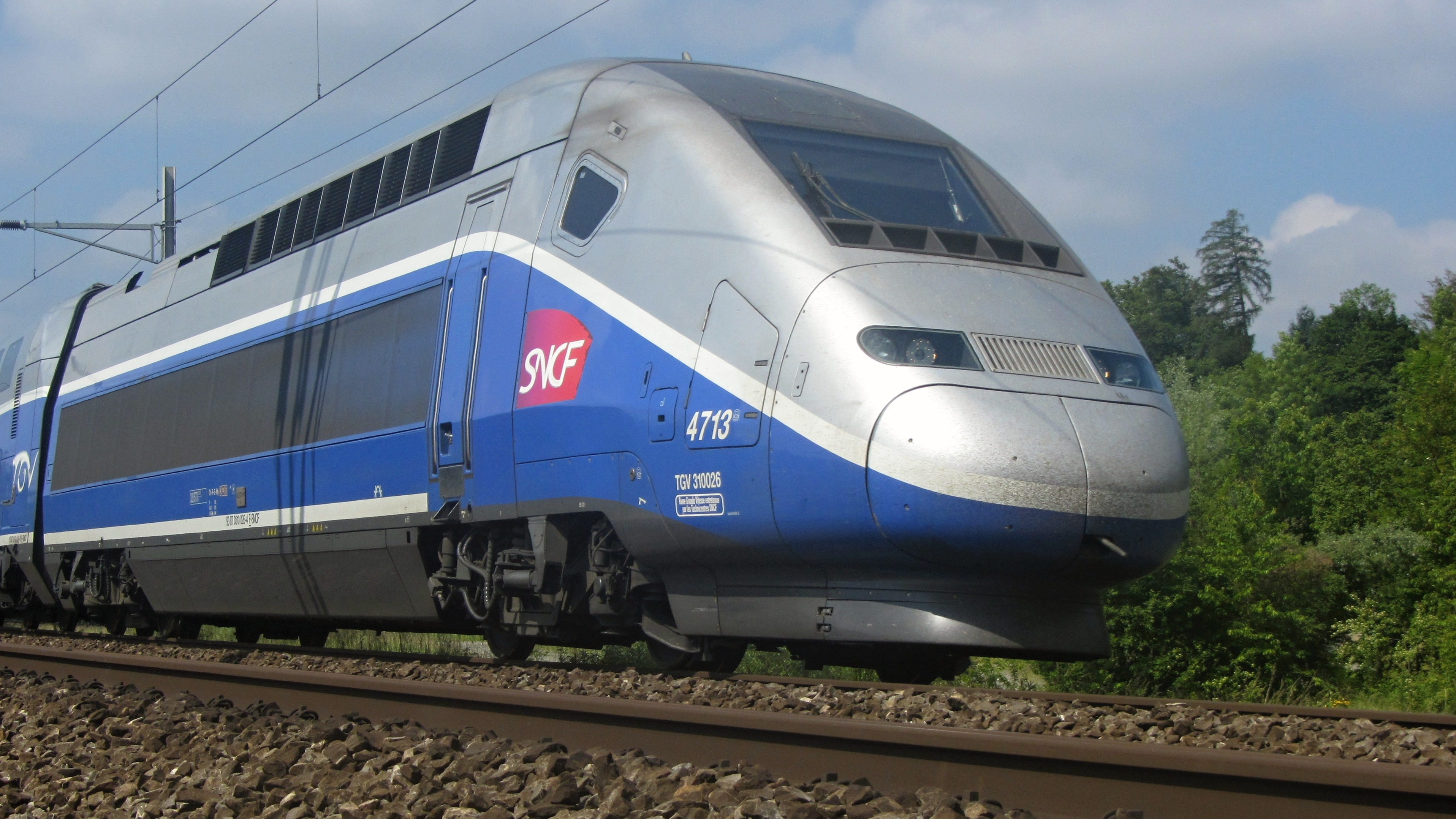
TGV Duplex auf dem Weg nach Zürich

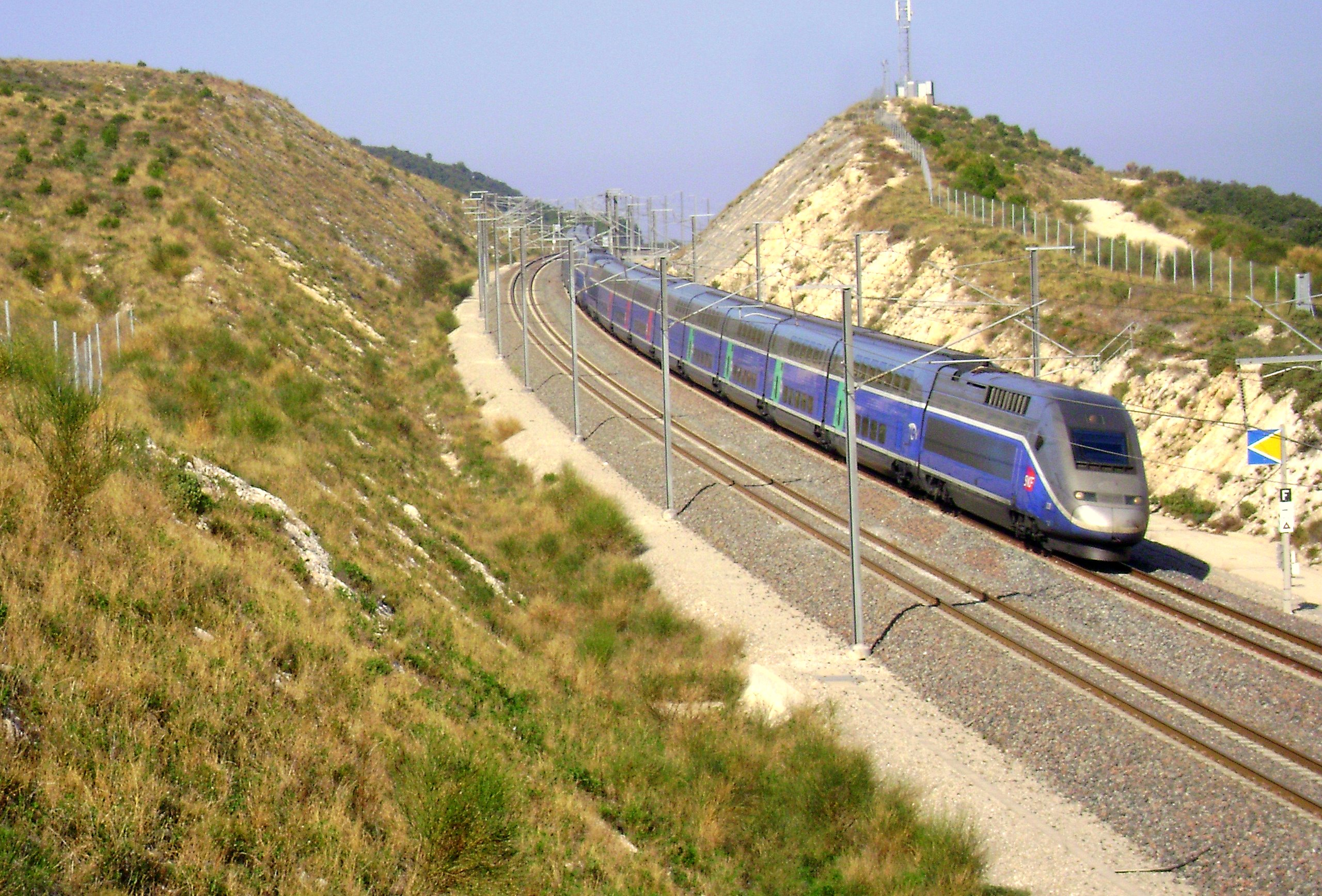
TGV Duplex auf der LGV Méditerranée, kurz vor Avignon

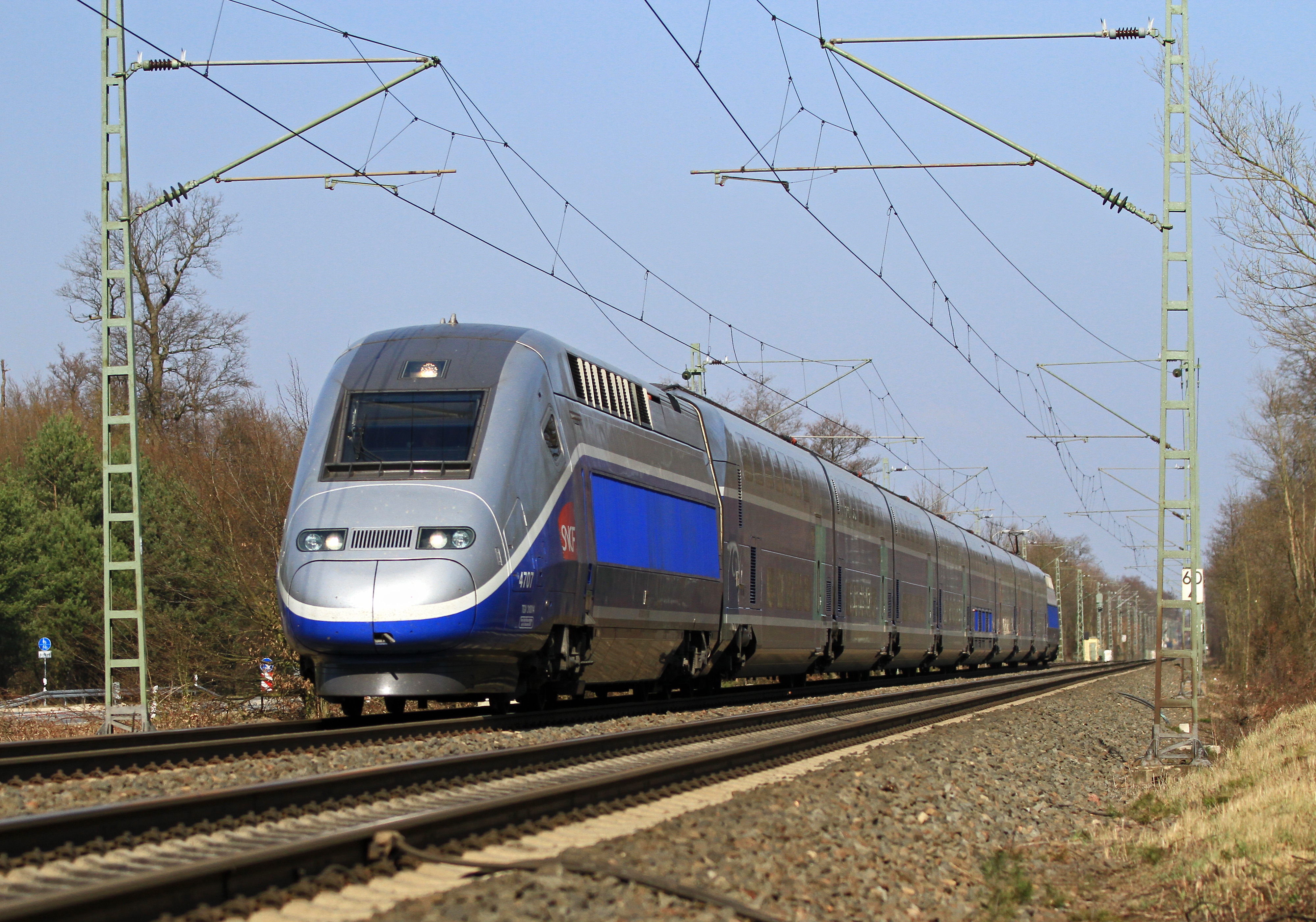
TGV Duplex auf der Premierefahrt von Frankfurt nach Marseille in der Nähe von Mörfelden-Walldorf

Der TGV Duplex ist eine doppelstöckige Bauart der französischen Hochgeschwindigkeitszüge TGV. Sie wurde entwickelt, um höhere Kapazitäten auf der überlasteten Hochgeschwindigkeitsstrecke Paris–Lyon (ca. 400 km) anbieten zu können. Ein Zugverband wird aus zwei Triebköpfen und acht doppelstöckigen Mittelwagen gebildet. Innerhalb des TGV-Duplex-Typs werden verschiedene Triebköpfe verwendet, die als unterschiedliche Baureihen oder Generationen bezeichnet werden. Die Besonderheiten der Baureihen Duplex Réseau, Duplex Dasye und Euroduplex (auch als TGV 2N2 bezeichnet) werden im Folgenden beschrieben. Der erste Zug wurde 1996 an die französische SNCF ausgeliefert; es folgten mehrere Nachbestellungen. Die Züge erreichen eine Höchstgeschwindigkeit von 320 km/h. Beim Bau wurden statt Stahl Aluminium und Verbundwerkstoffe eingesetzt.
Mit den Duplex begann die dritte Generation der französischen Hochgeschwindigkeitszüge. Mit den zwei Sitzebenen und einer Kapazität von 510 Sitzplätzen pro Zug bietet ein Duplex die höchste Sitzplatzkapazität aller TGV-Triebzüge. Bei den Zügen von Ouigo, die nur Sitzplätze der zweiten Klasse bieten, sind 634 Sitzplätze verfügbar. Die Duplex-Triebzüge erbringen inzwischen die größte Beförderungsleistung im TGV-System.

## Entwicklung

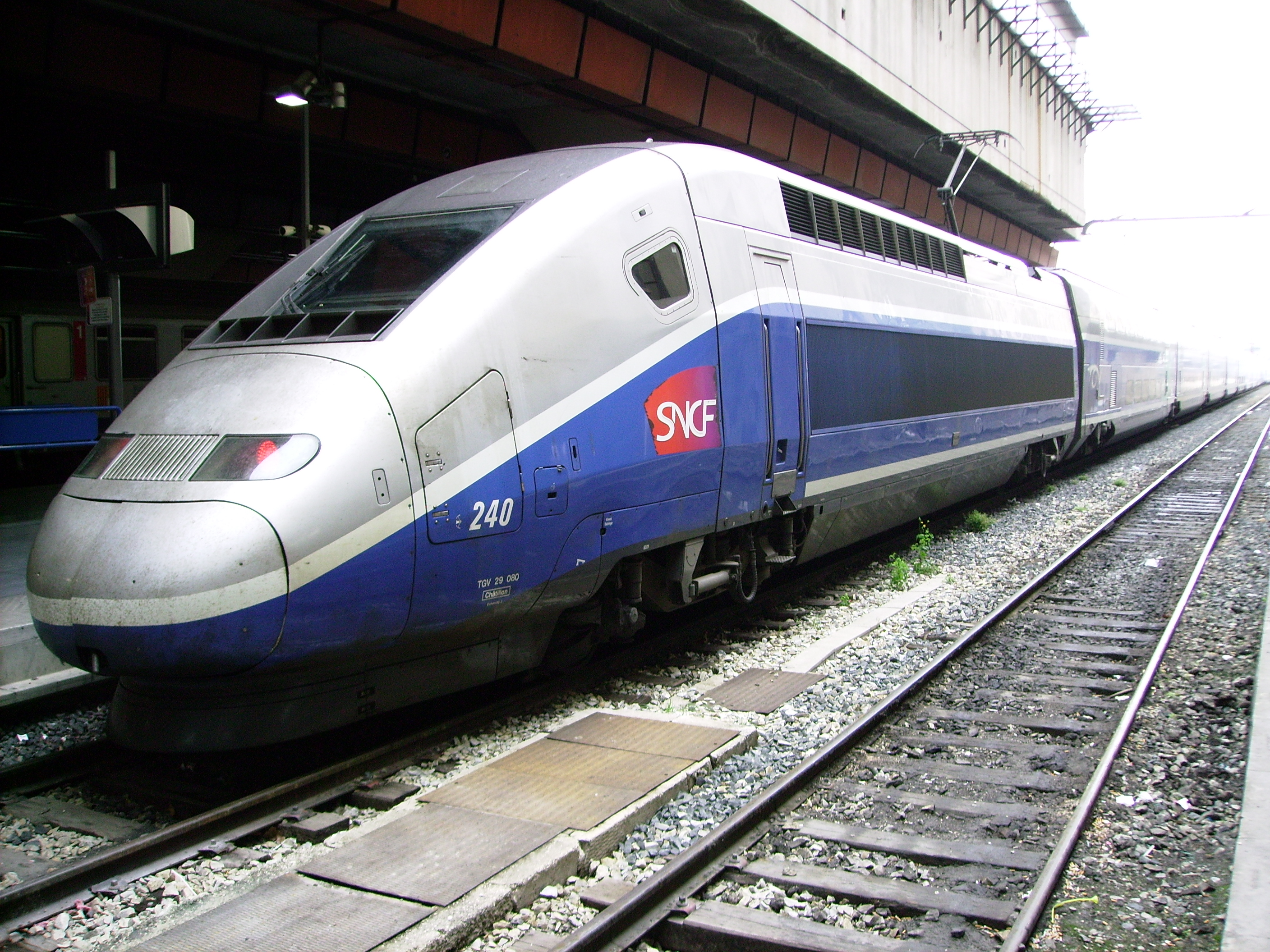
Triebkopfende des TGV Duplex im Bahnhof von Marseille

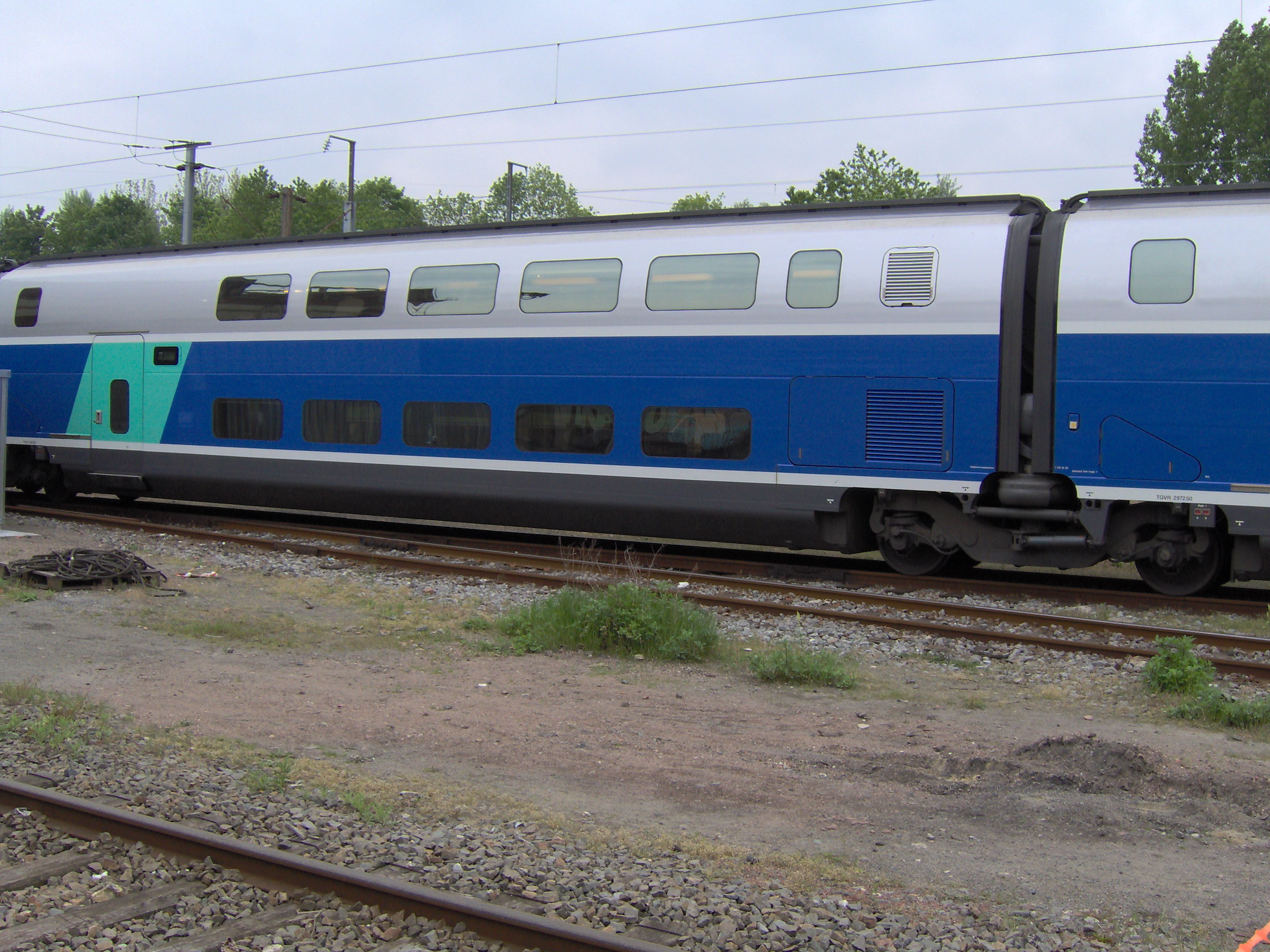
Doppelstöckige Mittelwagen erhöhen die Beförderungskapazität um 45 % gegenüber einem einstöckigen TGV

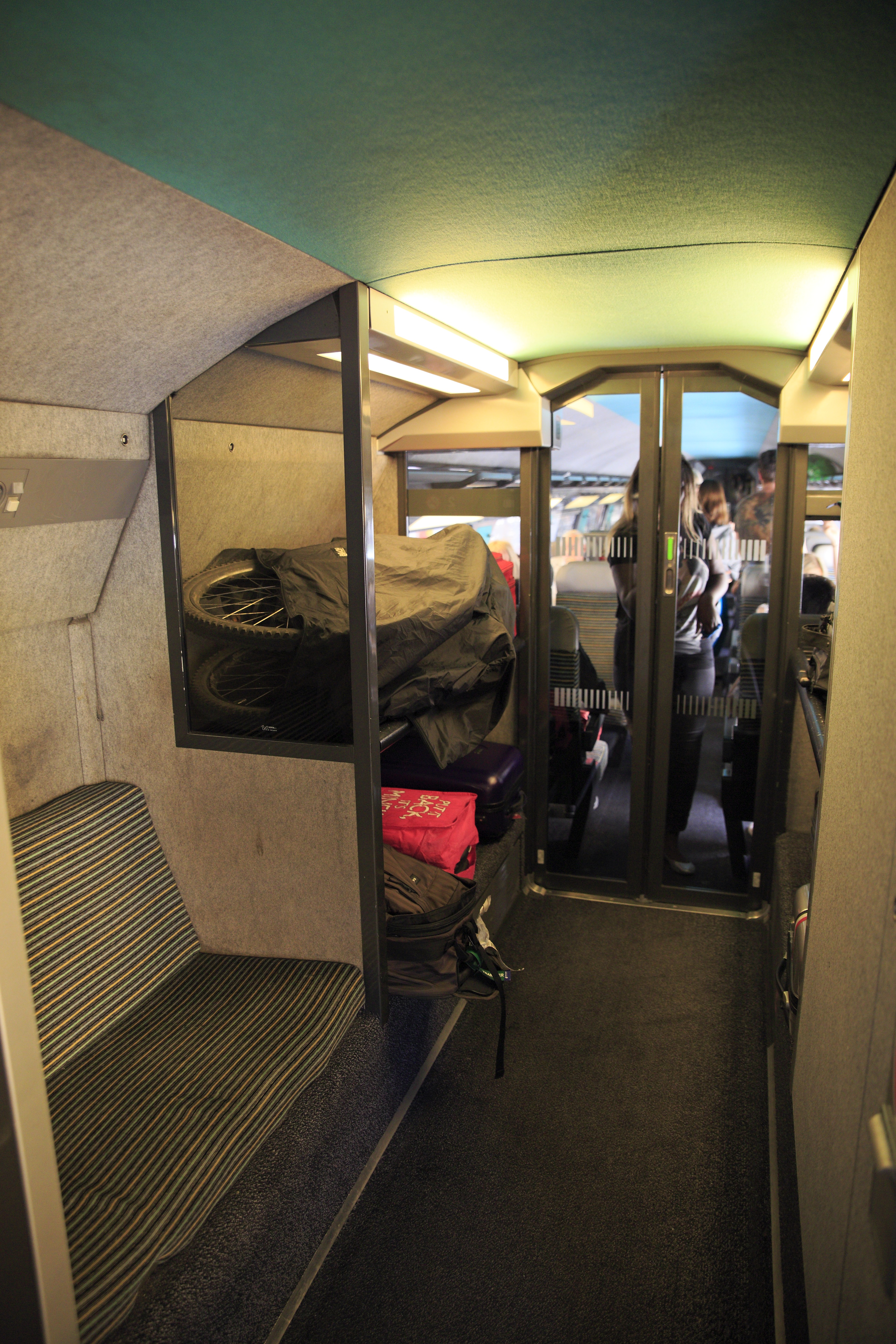
Gepäckablagen im Oberstock

Wenn sich der Betrieb auf einer Hochgeschwindigkeitsstrecke der Kapazitätsgrenze nähert, gibt es mehrere Möglichkeiten, die Kapazität zu erhöhen. Durch Verkürzung der Blockabschnitte, also des räumlichen Abstands zwischen zwei Zügen, kann man die Anzahl der Züge auf der Strecke und damit deren Beförderungskapazität erhöhen. Aus diesem Grund sind kompliziertere elektronische Zugsicherungssysteme und hochleistungsfähige, zur Verkürzung des Bremsweges notwendige Bremsen erforderlich. Jedoch stößt die Blockverdichtung an ihre Grenzen, wenn zwischen zwei dicht aufeinander folgenden Zügen Weichen umgestellt werden müssen. Wenn diese Möglichkeiten bis zu einem gewissen Maße – auf einigen vom TGV befahrenen Streckenabschnitten beträgt die Zugfolge nur noch drei Minuten – ausgeschöpft sind, werden wegen der technischen Schwierigkeiten, die bei der Verbesserung der Eisenbahnsicherung- und Bremstechnik auftreten, auch andere Lösungen interessant.
Die 1981 eröffnete Strecke LGV Sud-Est von Paris in den Südosten Frankreichs nach Lyon ist die am stärksten belastete Hochgeschwindigkeitsstrecke in Frankreich und hat seit langem die Kapazitätsgrenze erreicht. Zur Entschärfung dieses Problems wurden je zwei Zugeinheiten gekuppelt (sogenannte Doppeltraktion), aber auch das bot noch keine ausreichende Fahrgastkapazität. Dazu kam der Nachteil, dass auch die Bahnsteige in den Bahnhöfen für diese Zugverbände lang genug sein mussten. Es blieb nur die Möglichkeit, die Züge höher zu bauen. Das war die Idee für den TGV Duplex mit Doppelstockwagen. Sie bietet 45 % mehr Fahrgastkapazität als ein gleich langer einstöckiger TGV.
Die Mittelwagen sind wie bei den einstöckigen TGV-Einheiten untereinander kurzgekuppelt, die Wagenübergänge liegen auf Jakobsdrehgestellen auf. Mit den Triebköpfen werden die Wagenzüge auf gleiche Weise wie bei den einstöckigen TGV durch Regelschraubenkupplungen mit Seitenpuffern verbunden.
In jedem Mittelwagen gibt es einen Einstiegsraum im Unterstock, die Einstiegstüren sind breite, einflügelige Schwenkschiebetüren. Die Einstiege sind aufgrund von innenliegenden Stufen jedoch nicht barrierefrei. In den Fahrgastraum im Unterstock führen zwei Stufen nach unten, zum Oberstock eine einseitig angeordnete Treppe. Vergleichbar mit den Schweizer Doppelstockwagen der Bauart IC2000 gibt es in den TGV-Duplex-Wagenzügen keinen Zwischenstock auf üblicher Wagenbodenhöhe. Die Wagenzüge sind im Oberstock durchgängig begehbar. Die vergleichsweise enge französische Fahrzeugumgrenzung ermöglicht nur sehr enge Gepäckablagen über den Sitzen. Als Ausgleich gibt es Gepäckregale an den Zugängen zu den Fahrgasträumen, die im Oberstock deutlich geräumiger ausfallen.
Wie bei allen anderen TGV-Bauarten können zwei TGV-Duplex-Zugeinheiten gekuppelt eingesetzt werden. Die Vielfachsteuerung ermöglicht auch das Kuppeln mit einstöckigen TGV.

### Geschichte

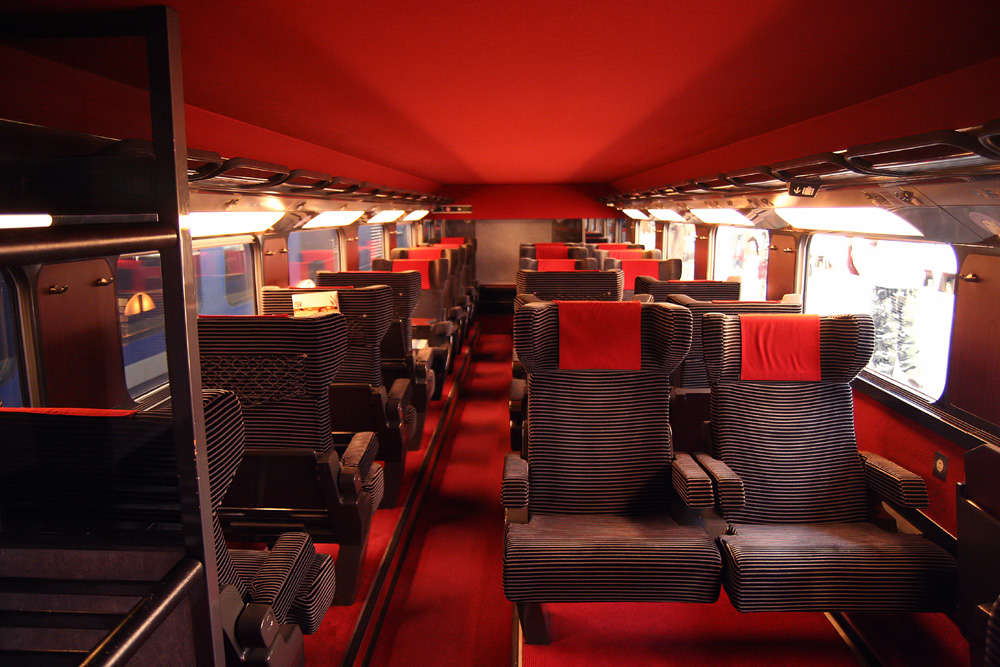
Die erste Klasse im Unterstock

Die Machbarkeitsstudie für den Duplex war 1987 abgeschlossen. 1988 wurde ein Modell in Originalgröße gebaut, um die Reaktion der Kunden auf das Doppelstockkonzept zu testen, das bis dahin eher mit Regional- und Nahverkehrszügen für Pendler als mit Hochgeschwindigkeitszügen für den Fernverkehr in Verbindung gebracht wurde. Ein TGV Sud-Est wurde zur Simulation der unteren Zugebene mit der Innenausstattung der unteren Zugebene eines Doppelstockzuges im Betriebseinsatz getestet und etwas später in jenem Jahr wurde ein anderer TGV Sud-Est umgebaut, um das dynamische Verhalten eines Zuges mit einem höheren Schwerpunkt zu ermitteln. Die Gespräche mit GEC-Alstom begannen wenig später und im Juli 1990 erhielt die Firma den Auftrag, einen Zug des Typs TGV-2N, wie er damals genannt wurde, zu bauen. Die Einzelheiten des Auftrags wurden erst bei der offiziellen Bekanntgabe Anfang 1991 veröffentlicht. Bis zu ersten Tests eines doppelstöckigen Zuges im November 1994 mussten einige technische Hürden genommen werden. Kurz nach der ersten Probefahrt konnte bereits ein Triebzug mit acht Wagen bei einer Geschwindigkeit von 290 km/h auf der Süd-Ost-Strecke getestet werden. Der Triebzug wurde damals noch mit Triebköpfen des TGV Réseau bespannt, da die Triebköpfe für die TGV Duplex noch entwickelt wurden. Der erste Triebkopf für die TGV Duplex wurde am 21. Juni 1995 mit dem Wagenzug gekuppelt.
Im Spätsommer 1999 bestellte die SNCF zwölf weitere TGV-Duplex-Einheiten für den Einsatz auf der LGV Méditerranée. Zu diesem Zeitpunkt verfügte die SNCF über 30 LGV-Duplex-Züge. Die neuen Züge sollten 545 Sitzplätze haben und bis Ende 2002 ausgeliefert sein.
Im Herbst 2000 bestellte die SNCF weitere 22 TGV-Duplex-Züge. Das Auftragsvolumen betrug insgesamt rund 420 Millionen Euro bzw. 19 Millionen Euro je Zug; die Auslieferung war zwischen Oktober 2002 und Februar 2004 vorgesehen. Jeweils die beiden Wagen der ersten Klasse, je ein Wagen der zweiten Klasse und sechs Laufdrehgestelle sollten dabei von Bombardier gefertigt werden. Der Anteil des Unternehmens lag bei 74 Millionen Euro. Darüber hinaus wurde eine Option auf 60 weitere Züge abgeschlossen. Während Anfang 2004 noch die Auslieferung der im Oktober 2000 bestellten Züge lief, sollten in den Jahren 2005 und 2006 18 weitere Züge ausgeliefert werden, die im November 2001 bestellt worden waren.
Anfang 2004 bestellte die SNCF sieben weitere komplette TGV-Duplex-Garnituren sowie 15 Acht-Wagen-Kompositionen ohne Triebköpfe. Der Wert des an Alstom Transport und Bombardier Transportation vergebenen Auftrags beläuft sich auf 305 Millionen Euro, wovon 231 Millionen Euro auf Alstom entfielen. Die Fahrzeuge sollten unmittelbar im Anschluss an die im November 2001 bestellte Serie, ab Januar 2006, ausgeliefert werden.
Alstom bot der Deutschen Bahn AG auf eine Ausschreibung von Viersystem-Hochgeschwindigkeitstriebzügen im März 2008 eine Weiterentwicklung des TGV Duplex an. Die Züge mit der Bezeichnung TGV 2N2 wurden – ohne weitreichende Veränderungen – an die Bedürfnisse der DB angepasst. Als nachteilig erwies sich der hohe Aufwand, die Triebköpfe für 15 kV Wechselspannung zu ertüchtigen. Ferner wären grundlegende Änderungen bei Instandhaltung, Catering und Fahrzeugsoftware erforderlich gewesen. Als nachteilig erwies sich auch die fehlende Möglichkeit, die Fahrzeuge mit vorhandenen DB-Hochgeschwindigkeitszügen zu kuppeln. Die DB entschied sich letztlich Ende 2008 für das konkurrierende Angebot des Velaro D. Alstom zeigte auch Interesse an einer Ausschreibung für IC/ICE-Nachfolgerzüge und erwog, neben dem AGV auch den TGV Duplex anzubieten. Das Unternehmen unterbreitete schließlich aber kein konkretes Angebot.
Duplex Dasye
Am 26. Juli 2005 erhielt Alstom die erste Bestellung von 24 Garnituren der Reihe Duplex Dasye (für Duplex ASYnchrone Ertms), deren Triebköpfe mit Asynchronmotoren (wie beim TGV POS) und dem Zugsteuerungssystem European Rail Traffic Management System (ERTMS) ausgerüstet sind.
Am 3. April 2007 bestellte die SNCF 80 weitere TGV-Duplex-Garnituren: 25 der Bauart Duplex Dasye sowie 55 2N2 oder Euroduplex.
Euroduplex (2N2)
Am 30. Mai 2011 übergab Alstom-Chef Patrick Kron den ersten von 55 TGV-Duplex-Triebzügen der dritten Generation, die im Juni 2007 bestellt wurden, an SNCF-Präsident Pepy. Die ersten beiden neuen Triebzüge gingen Ende 2011 in den kommerziellen Betrieb. Die Auslieferung der übrigen Einheiten soll bis Mitte 2015 andauern. Sie berücksichtigen unter anderem Änderungen aufgrund der TSI und verfügen über eine Viersystemausrüstung (für Frankreich, Niederlande, Schweiz und Luxemburg). Einige Einheiten sind darüber hinaus für den Betrieb in Spanien geeignet.
Seit dem 23. März 2012 werden die Euroduplex-Züge auf der Bahnstrecke zwischen Frankfurt a. M. und Marseille eingesetzt. Seit dem Fahrplanwechsel am 9. Dezember 2012 betreibt Alleo auch die Linie Paris–Stuttgart(–München) komplett mit Zügen dieser Baureihe. Außerdem verkehren Euroduplex-Züge seit 2012 auf der Linie Paris–Basel(–Zürich); bis Ende 2013 wollte der Betreiber Lyria dort alle TGV POS ablösen.
Anfang 2012 befand sich Alstom im Gespräch mit Euro Carex, das bis zu 25 für mindestens 300 km/h zugelassene Züge im Güterverkehr einsetzen wollte. Neben Zügen auf Basis der TGV Euroduplex-Plattform wurde zu diesem Zeitpunkt auch der Einsatz von Siemens Velaro diskutiert.
Nach der Eröffnung der grenzüberschreitenden Bahnstrecke Figueras–Perpignan und ihrer Fortführung in Richtung Süden sollten ursprünglich ab 28. April 2013 TGV Duplex der Bauart Dasye nach Barcelona verkehren. Später wurde die Einführung dieser Verbindung aufgrund von Zulassungsproblemen für September oder November 2013 angekündigt. Tatsächlich aufgenommen wurde die direkte TGV-Verbindung Paris–Barcelona zum Fahrplanwechsel am 15. Dezember 2013. Betreiber ist Elipsos, ein Gemeinschaftsunternehmen von Renfe und SNCF.

### Weiterentwicklung
Die TGV-Duplex-Züge wurden im Lauf der Zeit kontinuierlich weiterentwickelt.
- Wagenkästen aus Aluminium – Die zulässige Achslast von 17 Tonnen machten eine starke Massenreduktion erforderlich. Eine Aluminium-Strangpress-Konstruktion wie bei den deutschen ICE-Zügen führte für die gesamte Struktur zu einer Massenreduzierung von 20 %.
- Verbesserte Formgebung und aerodynamische Gestaltung – Die Nase der Triebköpfe und der Übergang zwischen den Wagen wurden dahingehend überarbeitet und verbessert, dass ein Duplex bei einer Geschwindigkeit von 300 km/h nur einen um 4 % höheren Luftwiderstand als ein einstöckiger TGV aufweist. Die Nase unterscheidet sich erheblich von Coopers Originalentwurf und wurde, wie der gesamte Zug, von dem Industriedesigner Roger Tallon entworfen.
- Aufprallsicherheit – Knautschzonen und eine stabile Auslegung der Fahrgastbereiche bieten im Falle eines Zusammenstoßes eine verbesserte Sicherheit. Die Kastenstruktur der Triebköpfe ist so ausgelegt, dass sie eine Dauerbelastung von 500 Tonnen von vorn aushalten können und sie verfügen über Deformationselemente, die die Aufprallenergie aufnehmen und damit unschädlich machen können.
- Aktive Stromabnehmer – Die Stromabnehmer Faiveley CX der TGV Duplex weisen eine aktive pneumatische Steuerung auf. Zwei kleine Gaszylinder in der Hebevorrichtung können die Steifigkeit des oberen Stromabnehmerbereichs beeinflussen, um den Kontakt des Stromabnehmers mit der Oberleitung bei jeder Geschwindigkeit sicherzustellen.
- Alle Radsätze werden gebremst – frühere Versionen des TGV, darunter die von der Eisenbahngesellschaft Eurostar eingesetzten Züge des Typs British Rail Class 373, verfügten nur auf den nicht angetriebenen Achsen über Bremsscheiben. Die höhere Masse der Duplex-Triebköpfe erlaubt direkt auf den Rädern der angetriebenen Achsen die Installation von Backenbremsen (cheek discs) statt der Verwendung der herkömmlichen Klotzbremsen. Das erhöht zwar die Bremsleistung nicht so stark, schont aber die Radlauffläche und raut sie weniger auf. Somit wird das Laufgeräusch während der Fahrt reduziert.
- Geräuscharme Dachlüfter – Die Dachlüfter der TGV-Triebköpfe produzieren beim Halt im Bahnhof das am deutlichsten wahrzunehmende Geräusch, ein lautes Brummen. Um dieses Geräusch zu reduzieren, wurden die Dachlüfter überarbeitet und technisch anders ausgelegt.

### Generationen

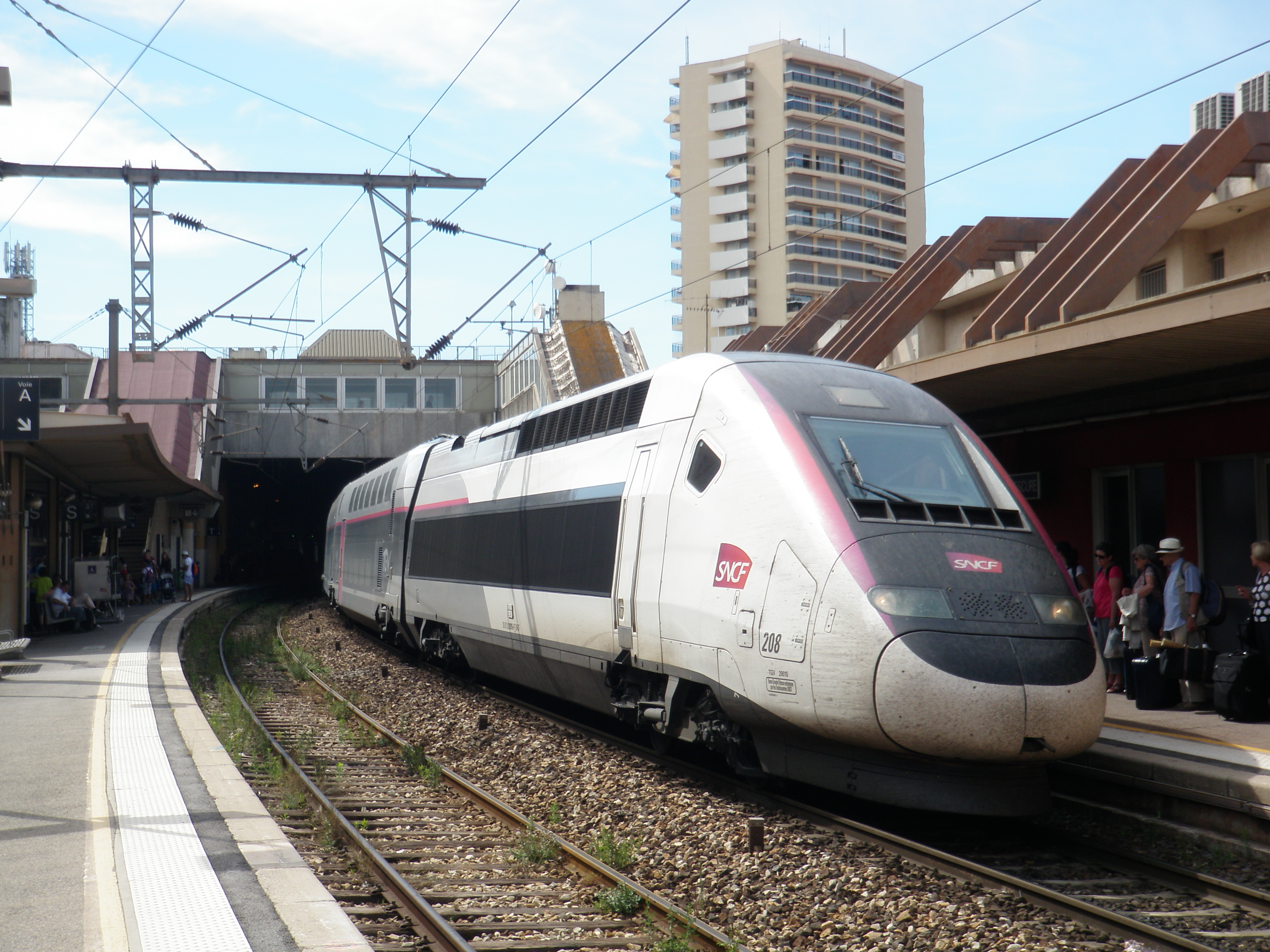
TGV Duplex in der Carmillon-Lackierung

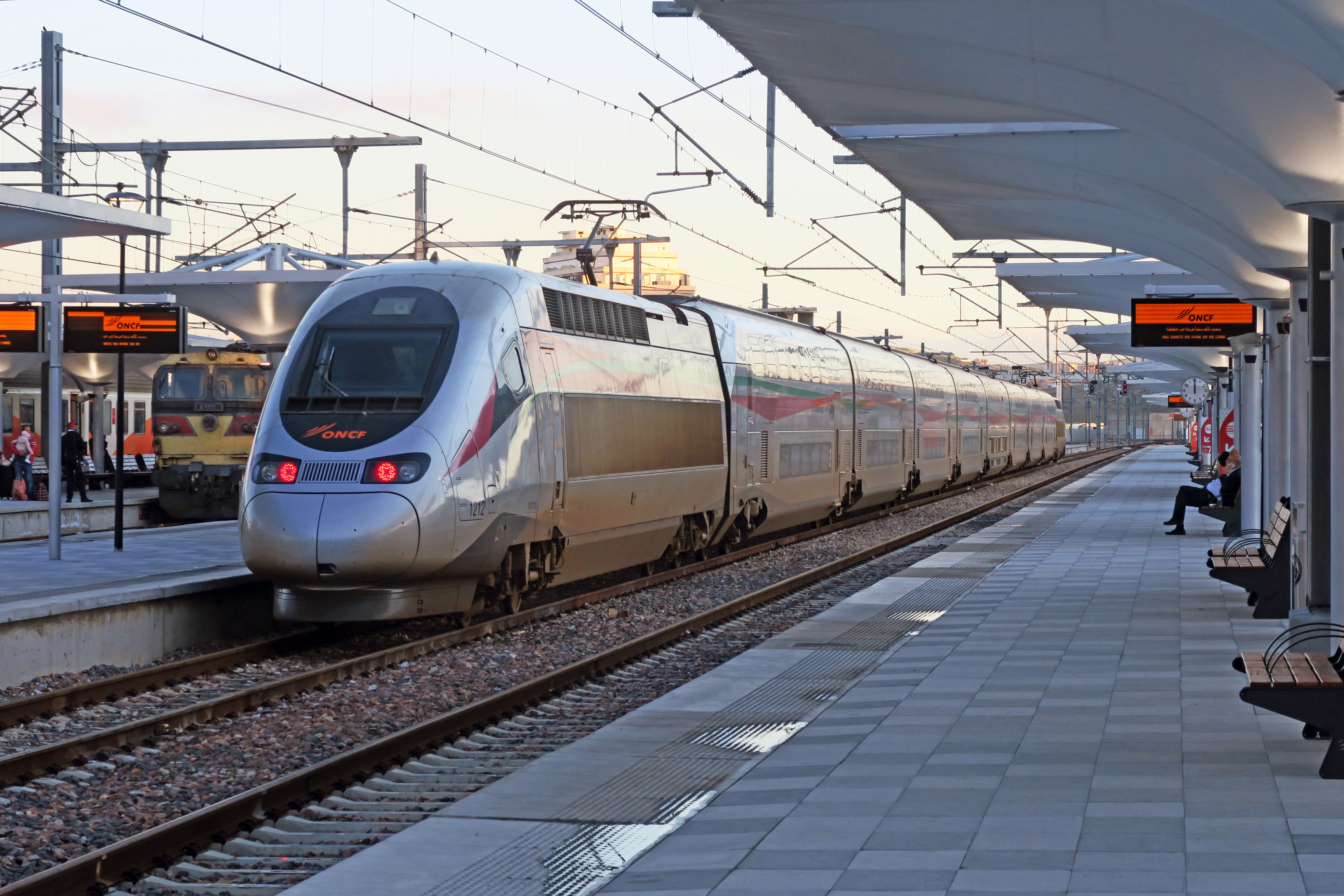
Marokkanischer TGV-Duplex (ONCF-Baureihe 1200) im Bahnhof Tanger-Ville

Die einzelnen Baureihen des TGV Duplex gliedern sich in mittlerweile vier Generationen:
- 1. Generation: 89 Züge, mit den Nummern 201 bis 289, die unter 1,5 kV Gleich- und 25 kV Wechselspannung mit 50 Hz verkehren können.
- Réseau Duplex: 19 Züge, mit den Nummern 601 bis 619, die teilweise als Zweisystemzüge, ähnlich der ersten Generation, teilweise als Dreisystemzüge (Nummern 613–615) für zusätzlich 3 kV Gleichspannung, ausgeführt wurden, gemeinsam mit den Triebköpfen des TGV POS beschafft
- Dasye: 52 Züge, mit den Nummern 701 bis 752, die mit Triebköpfen ähnlich dem TGV POS sowie ERTMS ausgestattet sind.
- 2N2 (Euroduplex): 123 Züge (bestellt ab 2007).
  - 30 davon für das deutsche Bahnnetz (Variante 2N2 3UA). Die Fertigung begann 2010.
  - 93 mehrheitlich für die LGV Sud Europe Atlantique (TGV Océane) und Ouigo España (Varianten 2N2 UF, 2N2 UH und 2N2UFC)[15]

### Marokko
Die marokkanische Staatsbahn bestellte Mitte Dezember 2010 für 400 Millionen Euro 14 TGV-Duplex-Züge mit je acht Mittelwagen. Diese verkehren seit dem 15. November 2018 zwischen Casablanca und Tanger und nutzen dabei die fertiggestellte Schnellfahrstrecke LGV Tanger–Kenitra.

### Modernisierung
Zwischen 2019 und 2022 werden die 85 Triebzüge modernisiert und erhalten dabei u. a. eine neue Inneneinrichtung. Der erste modernisierte Triebzug soll ab Dezember 2019 wieder in Dienst gestellt werden.

## Modelleisenbahn
Als Modelleisenbahn wurde der TGV Duplex von den Firmen Jouef, Märklin und Mehano in verschiedenen Lackierungen für Nenngröße H0 angeboten sowie von der Firma KATO für Nenngröße N.